# Harwood Creek
Harwood Creek è un piccolo fiume della Contea di San Mateo in California.
È tributario del Pescadero Creek.